# Second Nature (альбом Кері Белла)
Second Nature — студійний альбом американських блюзових музикантів Кері і Леррі Беллів, випущений у 2004 році лейблом Alligator.

## Опис
Альбом був записаний у січні 1991 року під час європейських гастролів. Кері Белл зі своїм сином Леррі записав сесію без дублів у стилі дельта-блюзу на студії SBC Studios, Коувола, Фінляндія, однак вона була випущена на лейблі Alligator лише у 2004 році. Кері та Леррі обоє співають, виконуючи такі стандарти як «Rock Me» (з чудовим соло на акустичній гітарі), «Key to the Highway» і «Five Long Years», а також власні пісні.
У 2005 році альбом був номінований на W.C. Handy Blues Awards в категорії «Акустичний альбом року».

## Список композицій
1. «Stop Running 'Round» (Кері Белл Гаррінтгон) — 4:24
2. «Trouble in My Way» (народна) — 2:37
3. «The Road Is So Long» (Кері Белл Гаррінтгон) — 3:14
4. «Wrapped Up in Love» (Кері Белл Гаррінтгон) — 3:42
5. «Rock Me» (Артур Крудап) — 4:20
6. «Short Dress Woman» (Дж. Т. Браун) — 3:19
7. «Five Long Years» (Едді Бойд) — 4:35
8. «Got to Leave Chi-Town» (Леррі Белл) — 3:41
9. «Heartaches and Pain» (Кері Белл Гаррінтгон) — 6:20
10. «Key to the Highway» (Чарльз Сегар, Біг Білл Брунзі) — 3:28
11. «Do You Hear?» (Кері Белл Гаррінтгон) — 4:35
12. «Here I Go Again» (Ел Клівленд, Террі Джонсон, Смокі Робінсон) — 1:42

## Учасники запису
- Кері Белл — вокал (1, 3, 4, 6, 7, 9, 11), губна гармоніка
- Леррі Белл — вокал (2, 5, 8, 10, 12), акустична гітара
- Джеймс Белл — перкусія (2, 11)

Технічний персонал
- Чіп Ковінгтон, Мартті Гейккінен — продюсер
- Арто Сакса — інженер
- Кевін Нємєц — дизайн обкладинки
- Сінтія Гоу — фотографія обкладинки